# Tom O'Halleran
Thomas Charles O'Halleran (Chicago, 24 januari 1946) is een Amerikaans politicus die namens de Democratische Partij sinds 3 januari 2017 zetelt in het Huis van Afgevaardigden voor Arizona. Zijn huidige termijn loopt tot 3 januari 2021, maar hij heeft zich voor een nieuwe termijn verkiesbaar gesteld. 
O'Halleran studeerde aan Lewis University, Romeoville (Illinois) en DePaul University, Chicago. Voor zijn aantreden als Afgevaardigde, was hij tussen 2001 en 2007 lid van het Huis van Afgevaardigden van Arizona en tussen 2007 en 2009 lid van de Senaat van Arizona. 